# Mestolobes pyropa
Mestolobes pyropa là một loài bướm đêm thuộc họ Crambidae. Nó là loài đặc hữu của Oahu và Molokai.
Ấu trùng ăn các loài Peperornia, bao gồm Peperomia pachyphylla. Chúng cuốn và ăn lá cây chủ.
Adults have been taken at Hoya flowers.